# Liste der Kulturdenkmäler in Kapsweyer
In der Liste der Kulturdenkmäler in Kapsweyer sind alle Kulturdenkmäler der rheinland-pfälzischen Ortsgemeinde Kapsweyer aufgeführt. Grundlage ist die Denkmalliste des Landes Rheinland-Pfalz (Stand: 14. August 2023).

## Einzeldenkmäler
| Bezeichnung                        | Lage                            | Baujahr | Beschreibung                                                                       | Bild                           |
| ---------------------------------- | ------------------------------- | ------- | ---------------------------------------------------------------------------------- | ------------------------------ |
| Wohnhaus                           | Hauptstraße 24 Lage             | 1704    | barockes Fachwerkhaus, bezeichnet 1704 (Bild)                                      | weitere Bilder Fotos hochladen |
| Inschrifttafel                     | Hauptstraße, an Nr. 42 Lage     | 1826    | Inschrifttafel, bezeichnet 1826 (Bild)                                             | weitere Bilder Fotos hochladen |
| Katholische Pfarrkirche St. Ulrich | Hauptstraße, hinter Nr. 61 Lage | 1854–57 | Saalbau, Rundbogenstil, 1854–57; Friedhofskreuz (Bild), Mitte des 19. Jahrhunderts | weitere Bilder Fotos hochladen |
| Hofanlage                          | Hauptstraße 74 Lage             | um 1800 | Hakenhof; eingeschossiges Fachwerkhaus, teilweise massiv, Kniestock, um 1800       | Fotos hochladen                |
| Wegekreuz                          | Hauptstraße, bei Nr. 84 Lage    | um 1900 | Kruzifix, Stein, um 1900                                                           | Fotos hochladen                |